# Antonio Navarra
Antonio Navarra (Benevento, 1888 – Napoli, 1971) è stato un giurista italiano.

## Biografia
È considerato tra i maggiori esponenti in Diritto del Lavoro, Diritto Pubblico. Giurista esperto in Diritto del Lavoro, iniziò la carriera di docente universitario nel 1926 a Genova, insegnando Diritto Pubblico presso l'Istituto Superiore di Economia e Commercio.
Dal 1930 fu docente presso l'Università di Napoli "Federico II". Ha ricevuto inoltre varie onorificenze sia dal mondo accademico che civile. 
Fu delegato governativo all'ONU e rappresentò l'Italia nelle conferenze internazionali di studi sociali a Genova, Parigi, Stoccolma e Londra; fu vicepresidente della Commissione per il lavoro nel Ministero della Costituente e presidente dell'Accademia Italiana di Scienze Morali e Politiche.
Dal 1954 al 1963 fu Preside della facoltà di Giurisprudenza presso l'Ateneo napoletano, ove fu anche investito della carica di Professore Emerito.
In suo onore gli sono stati dedicati una strada nella sua città natale ed una biblioteca, donata dalla figlia AnnaMaria Navarra Mercurio, presso il seminario di studi alla facoltà di Giurisprudenza dell'Università Federico II di Napoli, di cui fu il fondatore.